# Liste der Biografien/Schmic
Liste der Biografien |
Portal Biografien |
Personensuche
# |
A |
B |
C |
D |
E |
F |
G |
H |
I |
J |
K |
L |
M |
N |
O |
P |
Q |
R |
S |
T |
U |
V |
W |
X |
Y |
Z |
?
 
Sa |
Sb |
Sc |
Sd |
Se |
Sf |
Sg |
Sh |
Si |
Sj |
Sk |
Sl |
Sm |
Sn |
So |
Sp |
Sq |
Sr |
Ss |
St |
Su |
Sv |
Sw |
Sy |
Sz
 
Sca–Sce |
Sch |
Sci–Scz
 
Scha |
Schc |
Schd |
Sche |
Schg |
Schi |
Schj |
Schk |
Schl |
Schm |
Schn |
Scho |
Schp |
Schr |
Schs |
Scht |
Schu |
Schv |
Schw |
Schy
 
Schma |
Schme |
Schmi |
Schmo |
Schmu |
Schmy
 
Schmic |
Schmid |
Schmie |
Schmig |
Schmik |
Schmil |
Schmin |
Schmir |
Schmis |
Schmit
Die Liste der Biografien führt alle Personen auf, die in der deutschsprachigen Wikipedia einen Artikel haben. Dieses ist eine Teilliste mit 10 Einträgen von Personen, deren Namen mit den Buchstaben „Schmic“ beginnt.

## Schmic

### Schmich
- Schmich, Mary (* 1953), US-amerikanische Kolumnistin
- Schmich, Otto Klaus (1931–2008), deutscher Frühgeschichts- und Sagenforscher

### Schmick
- Schmick, Hugo-Heinz (1909–1982), deutscher Chirurg, SS-Führer und KZ-Arzt
- Schmick, Peter (1833–1899), deutscher Tiefbau-Ingenieur
- Schmick, Rudolf (1858–1934), deutscher Bauingenieur und Wasserkraftpionier
- Schmickl, Gerald (* 1961), österreichischer Romanautor und Journalist
- Schmickler, Frank (* 1965), deutscher Autorennfahrer
- Schmickler, Marcus (* 1968), deutscher Komponist, Musiker und Produzent
- Schmickler, Wilfried (* 1954), deutscher KabarettistWilfried Schmickler (* 1954)

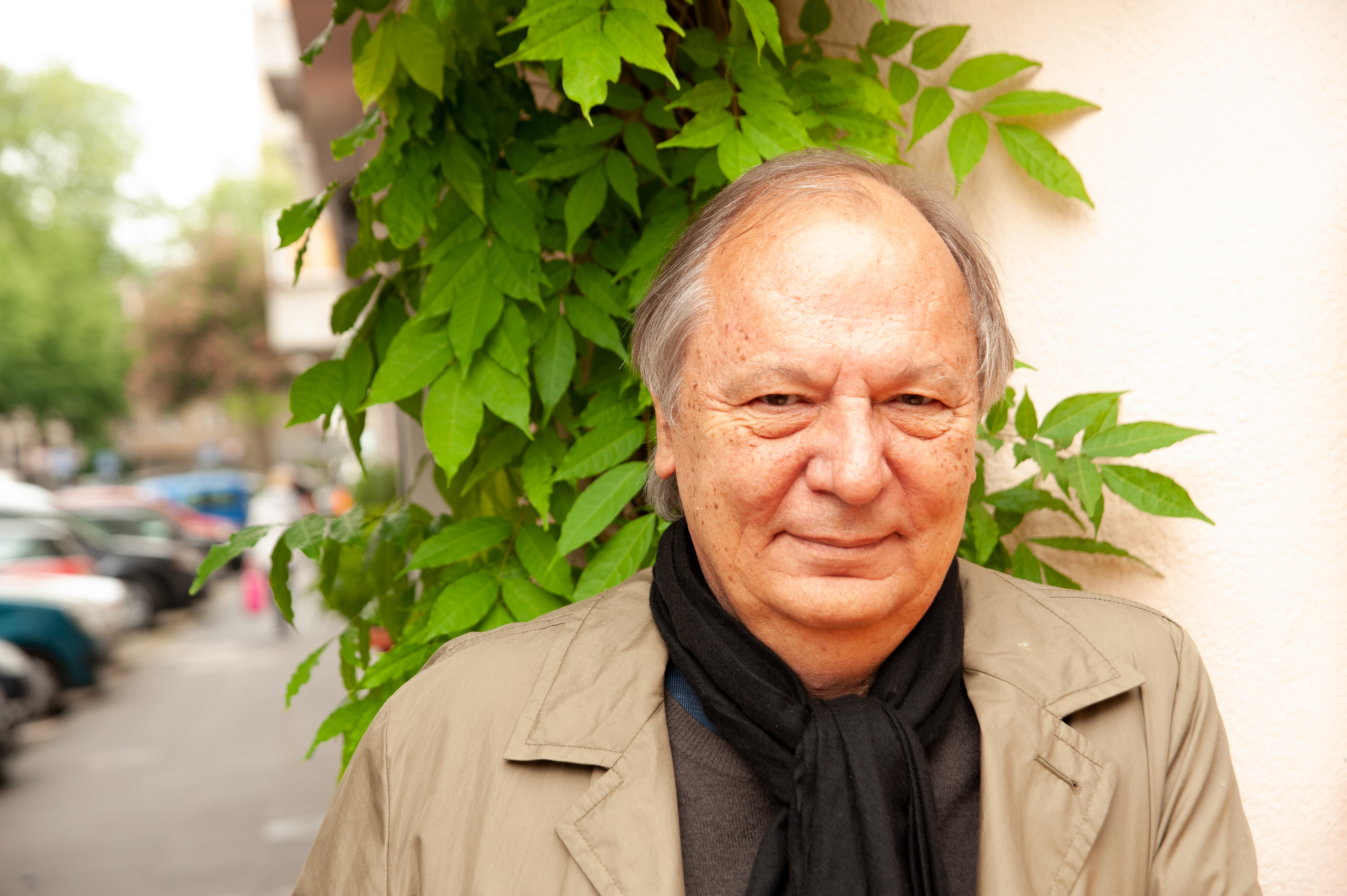
Wilfried Schmickler (* 1954)

- Schmickler, Wolfgang (* 1946), deutscher Physiker und Hochschullehrer